# عملیات بیت‌المقدس ۳
عملیات بیت‌المقدس ۳ با رمز یا موسی ابن جعفر (ع) در محور ماووت - ارتفاع گوجار به صورت نیمه گسترده در تاریخ ۱۳۶۶/۱۲/۲۴ به فرماندهی سپاه انجام شد.

## اهداف و اهمیت عملیات
هدف اصلی این عملیات، تصرف ارتفاع گوجار بود. حضور عراقی‌ها در این ارتفاع، خط پدافندی ایران را آسیب‌پذیر ساخته بود و تردد خودرو در تنگه گوجار - قمیش را غیرممکن می‌کرد. لشکر ۵ مأموریت داشت تا یال ۱ گوجار را از گرده هلکان تا پایان صخره‌ای تأمین کند. لشکر ۳۱ نیز در زیر صخره‌ای با لشکر ۵ الحاق کند و سپس روی تنگه آمده و خاک‌ریز احداث نماید. تیپ ۳۵ هم می‌بایست قبل از بریدگی یال گوجار روی یال اصلی و یال ۲ را تا حداقل ۳ کیلومتر جلوتر (محل جداشدن یال گاراده) و نیز تیپ ۱۲ قله گوجار و قسمتی از یال اصلی را تصرف و تأمین کند. عملیات «بیت‌المقدس۳» بر پایه تجزیه و تحلیل فرماندهان نیروی زمینی سپاه پاسداران انقلاب اسلامی در جریان عملیات بیت‌المقدس ۲ که دو ماه پیش به انجام رسیده بود- طرح‌ریزی شد.

## شرح عملیات
از حدود ساعت ۱۷ روز ۲۳ اسفند ۱۳۶۶ یگان‌های عملیاتی حرکت خود را از دشت هرمدان به سوی نقاط رهایی آغاز کردند. نیم ساعت بعد بارش باران در پایین ارتفاع گوجار و بارش برف شدید در قله آن شروع شد. رمز عملیات «یا موسی‌ابن‌جعفر (ع)» بود. پس از ساعاتی تمام اهداف عملیات به غیر از گرده هلکان و صخره‌ای و بخشی از جناح راست آن تأمین شد. این عملیات تا ۵ روز ادامه داشت و پس از آن، نیروهای عراقی از منطقه عقب‌نشینی کردند. با عقب‌نشینی عراقی‌ها، مرحله تثبیت و پدافند مناطق آزاد شده آغاز شد. در پی این عملیات، سلسله ارتفاعات گوجار، ارتفاعات ۲۰۸۰ ملکان، ارتفاعات سه‌گانة هلگان و روستاهای گواراده و سومر آزاد شدند. همچنین قطع یال ارتباطی گوجار به اولاغلو صورت گرفت.

## استعدادها، تلفات و خسارات

### عراق[۵][۲]
استعدادهای ارتش عراق
- تیپ‌های ۷۳، ۸۱، ۸۳، ۶۰۳، ۷۰۶ و ۴۱۲ پیاده؛
- تیپ‌های ۱ و ۲ کماندویی از سپاه یکم؛
- تیپ ۳ نیروی مخصوص گارد ریاست جمهوری؛
- تیپ‌های ۶۶ و ۶۸ نیروی مخصوص؛
- یک گردان تانک از تیپ ۷۰ زرهی؛
- گردان تانک ۷ نیسان؛
- گردان کماندویی لشکر ۳۹؛
- گردان کماندویی لشکر ۴۱؛
- گردان کماندویی لشکر ۴۴؛
- گردان‌های ۵۳ و ۶۶۹ توپخانه.

از میان تجهیزات عراقی‌ها، یک فروند هواپیما و مقادیر زیادی سلاح سبک و سنگین از بین رفت. تیپ ۶۰۴ پیاده از سپاه یکم آنها نیز به‌طور کامل منهدم شد. تعداد کشته‌های عراقی در این عملیات، ۱۱۰۰ نفر بود و بیش از ۸۰ نفر اسیر شدند.

### ایران[۲]
سازمان زرم عملیات با فرماندهی قرارگاه نجف اشرف به شکل زیر تنظیم شد:
- لشکر (-) ۵ نصر با استعداد پنج گردان پیاده؛
- لشکر (-) ۳۱ عاشورا با استعداد پنج گردان پیاده؛
- تیپ ۳۵ امام حسن (ع) با استعداد سه گردان پیاده؛
- تیپ ۱۲ قائم (عج) با استعداد سه گردان پیاده؛
- تیپ ۴۸ فتح با استعداد دو گردان پیاده (به عنوان احتیاط).
- همچنین، تعداد ۸۰ قبضه توپ و کاتیوشا (حدود چهار گردان) تحت امر فرماندهی عملیات بودند.

## برای مطالعهٔ بیشتر
- محسن رشید، گزارشی کوتاه/ مرکزمطالعات و تحقیقات جنگ سپاه پاسداران انقلاب اسلامی، ویرایش: مهدی انصاری، تهران: سپاه پاسداران انقلاب اسلامی، مرکز مطالعات و تحقیق جنگ، ۱۳۷۸، شابک: ۹۶۴-۶۳۱۵-۳۳-x